# Hausa (Sprache)
Hausa  [ˈhaʊ.sa] (Eigenbezeichnung Harshen Hausa; Hausa-Adschami هَرْشَن هَوْسَ) ist die am meisten gesprochene Handelssprache in West-Zentral-Afrika. Sie ist die Sprache des Hausa-Volkes.
Es ist eine afroasiatische Sprache und mit einer Sprecherzahl von ungefähr 80 bis 85 Millionen Menschen die größte der westlichen tschadischen Sprachen.
In Nigeria und im Niger wird Hausa in den Grundschulen neben der Amtssprache gelehrt, also Englisch in Nigeria und Französisch im Niger. Die Deutsche Welle strahlt über die Sendeanlagen in Issoudun in Frankreich ein Programm auf Hausa aus. Die BBC unterhält unter dem unten angegebenen Weblink eine eigene Nachrichtenseite auf Hausa.

## Verbreitung

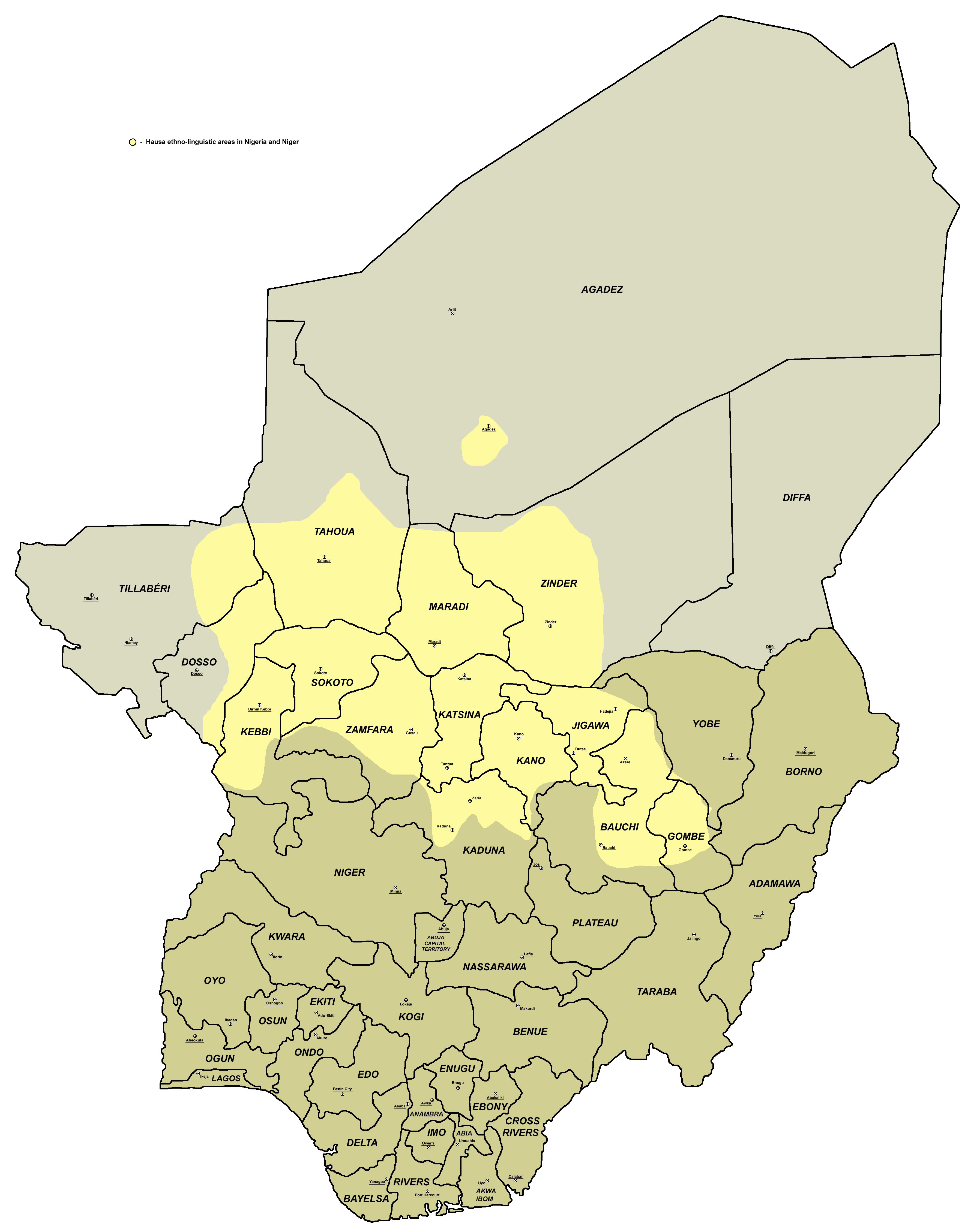
Verbreitung der Sprache und des Volkes der Hausa in Nigeria und Niger

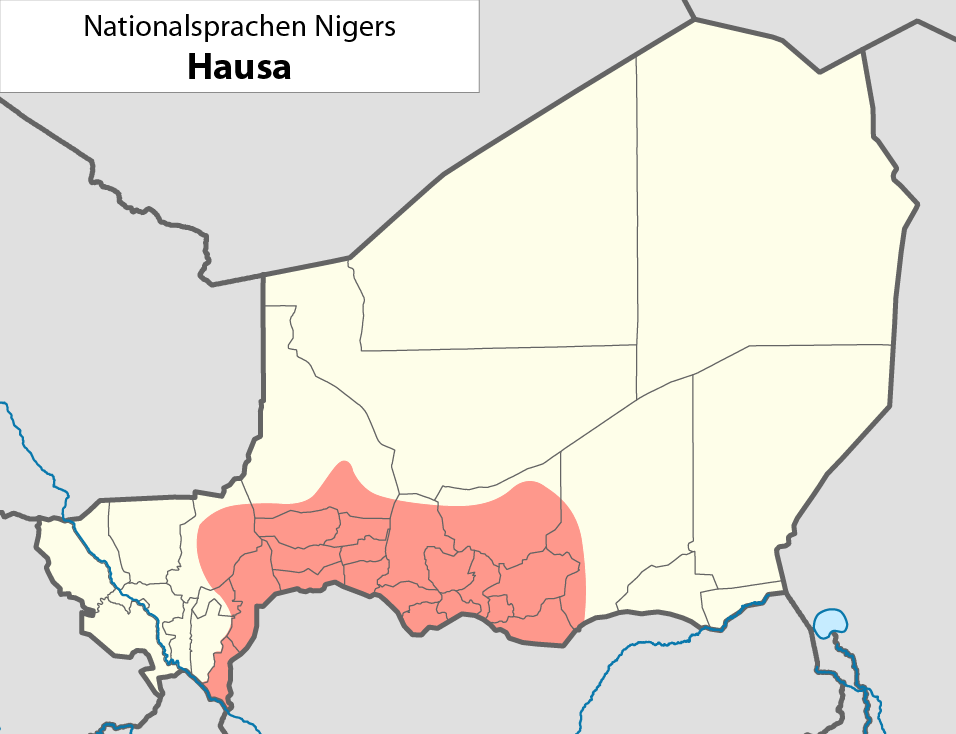
Verbreitung des Hausa im Niger (rot)

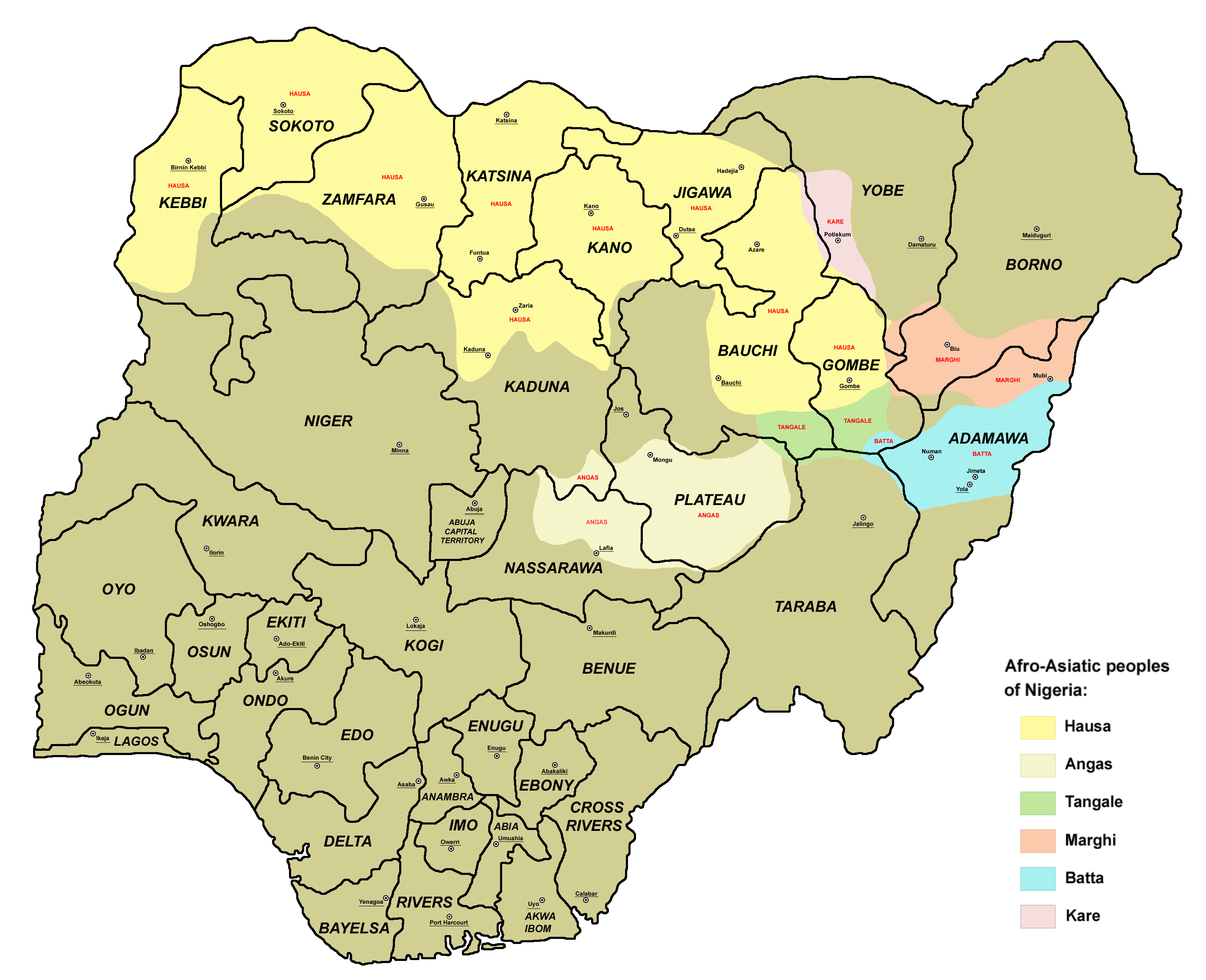
Verbreitung des Hausa in Nigeria (gelb)

Hausa wird in folgenden Ländern gesprochen:
- Nigeria (Sprecher: 18.525.000, Stand 1991)
- Niger (Sprecher: 5.000.000, Stand 1998)
- Sudan (Sprecher: 489.000, Stand 2001)
- Elfenbeinküste (Sprecher: 121.000, Stand 2011)
- Kamerun (Sprecher: 23.500, Stand 1982)
- Benin (Handelssprache)
- Burkina Faso (Handelssprache)
- Ghana (Handelssprache eines Teils der Volksgruppe Fulbe)

## Sprachcharakteristika
Hausa ist eine Tonsprache und wird heute vorwiegend im Pannigerianischen Alphabet geschrieben, einer um vier Lautsymbole ergänzten Form des lateinischen Alphabets, kommt jedoch auch in arabischen Schriftzeichen vor.
Typische Merkmale, die Hausa als afroasiatische Sprache ausweisen, sind u. a. die präfigierenden Tempora des Verbs, die Genusunterscheidung der Nomen und Pronomen in Einzahl sowie die Pronomen.

## Phonetik
Hausa weist insgesamt 25 Konsonanten auf, die im Folgenden tabellarisch zusammengefasst sind. Das Konsonantensystem weist einige Besonderheiten auf, insbesondere implosive und ejektive Laute: Sie bestehen aus zwei Verschlüssen, deren einer stets der Glottisverschluss (') ist. So kommen die Laute /b'/, /d'/, /ts'/ und /k'/ und /y'/ neben „normalem“ /b/, /d/, /ts/, /k/ und /y (gesprochen j)/ vor.
Die folgende Tabelle gibt einen Überblick über das Konsonantensystem. Weicht die normale Schreibweise von den entsprechenden IPA-Zeichen ab, ist sie in Klammern hinter dem IPA-Zeichen angegeben.
|                        | bilabial | bilabial | labiodental | labiodental | alveolar | alveolar | post- alveolar | post- alveolar | retroflex | retroflex | palatal | palatal | velar  | velar | uvular | uvular | glottal | glottal |
| ---------------------- | -------- | -------- | ----------- | ----------- | -------- | -------- | -------------- | -------------- | --------- | --------- | ------- | ------- | ------ | ----- | ------ | ------ | ------- | ------- |
| stl.                   | sth.     | stl.     | sth.        | stl.        | sth.     | stl.     | sth.           | stl.           | sth.      | stl.      | sth.    | stl.    | sth.   | stl.  | sth.   | stl.   | sth.    |         |
| Implosive              |          | ɓ (b’)   |             |             |          | ɗ (d’)   |                |                |           |           |         |         |        |       |        |        |         |         |
| Ejektive               |          |          |             |             |          |          | ts (ts’)       |                |           |           |         |         | ƙ (k’) |       |        |        |         |         |
| Plosive                |          | b        |             |             | t        | d        |                |                |           |           |         |         | k      | g     |        |        | ʔ (ʾ)   |         |
| Affrikaten             |          |          |             |             |          |          | tʃ (c)         | dʒ (j)         |           |           |         |         |        |       |        |        |         |         |
| Nasale                 |          | m        |             |             |          | n        |                |                |           |           |         |         |        |       |        |        |         |         |
| Vibranten              |          |          |             |             |          | r        |                |                |           |           |         |         |        |       |        |        |         |         |
| Taps / Flaps           |          |          |             |             |          |          |                |                |           |           | ɽ (r)   |         |        |       |        |        |         |         |
| Frikative              | ɸ (f)    |          |             |             | s        | z        | ʃ (sh)         |                |           |           |         |         |        |       |        |        | h       |         |
| Zentrale Approximanten |          | w        |             |             |          |          |                |                |           |           |         | j (y)   |        |       |        |        |         |         |
| Laterale Approximanten |          |          |             |             |          | l        |                |                |           |           |         |         |        |       |        |        |         |         |

An Vokalen kennt das Hausa /a/, /e/, /i/, /o/ und /u/, die entweder kurz oder lang gesprochen werden können, sowie die Diphthonge /ai/ und /au/. Zusätzlich werden drei Töne unterschieden: hoher, tiefer und fallender Ton, letzterer ist eine Kombination aus Hoch- und Tiefton. In der wissenschaftlichen Transkription werden nur der Tiefton und der fallende Ton notiert. Einige wenige Ausnahmen markieren den hohen und den fallenden Ton. Dabei wird der hohe Ton mit dem Akut gekennzeichnet: (z. B.: á), der tiefe mit dem Gravis (z. B. à) und der fallende mit dem Zirkumflex (z. B. â). Außerhalb wissenschaftlicher Werke werden die Töne jedoch nicht eigens markiert. Jede vokalisch anlautende Silbe wird durch den Glottisverschluss (/'/ [⁠ʔ⁠]) eingeleitet: ’aikìì „Arbeit“.

## Grammatik

### Morphologie

#### Nominalmorphologie
Substantive und Adjektive unterscheiden zwei Genera, d. h. grammatische Geschlechter, nämlich Maskulinum und Femininum sowie die Numeri Singular und Plural. Eine Kasusunterscheidung erfolgt nicht. Adjektive kongruieren in Numerus und Genus mit dem Bezugswort und stehen in der Regel vor diesem. Feminine Substantive haben in der Regel die Endung -a, maskulin dagegen sind die meisten Substantive, die auf einen anderen Vokal oder einen Konsonanten enden. Die Pluralbildung der Substantive und Adjektive erfolgt durch verschiedene Endungen und Teil- und Vollreduplikationen. Dieses System wird in der folgenden Tabelle anhand der Substantive teebùr „Tisch“ (maskulin) und ƙoofàà „Tür“ (feminin) und des Adjektivs ƙaatòò „groß“ dargestellt:
| Numerus    | maskulin    | feminin   |
| ---------- | ----------- | --------- |
| Substantiv |             |           |
| Singular   | teebùr      | ƙoofàà    |
| Plural     | teeburoorii | ƙoofoofii |
| Adjektiv   |             |           |
| Singular   | ƙaatòò      | ƙaatùwaa  |
| Plural     | ƙâttaa      | ƙâttaa    |

Hausa ist wie die übrigen tschadischen Sprachen für seine komplexe, unregelmäßige Pluralbildung von Substantiven bekannt. Substantivplurale werden im Hausa mithilfe verschiedener morphologischer Prozesse gebildet, wie Suffixierung, Infixierung, Reduplikation oder einer Kombination dieser Prozesse. Newman (2000) hat 20 Pluralklassen vorgeschlagen.
| Klasse | Affix | Singular (ex.) | Plural (ex.)  | Übersetzung (ex., in Englisch) |
| ------ | ----- | -------------- | ------------- | ------------------------------ |
| 1      | a-a   | sirdì          | siràda        | 'saddle'                       |
| 2      | a-e   | gulbi          | gulàbe        | 'stream'                       |
| 3      | a-u   | kurmì          | kuràmu        | 'grove'                        |
| 4      | -aCe  | wuri           | wuràre        | 'place'                        |
| 5      | -ai   | malàm          | malàmai       | 'teacher'                      |
| 6      | -anni | watà           | wàtànni       | 'moon'                         |
| 7      | -awa  | talàkà         | talakawa      | 'commoner'                     |
| 8      | -aye  | zomo           | zomàye        | 'hare'                         |
| 9      | -Ca   | tabò           | tabba         | 'scar'                         |
| 10     | -Cai  | tudù           | tùddai        | 'high ground'                  |
| 11     | -ce2  | ciwò           | cìwàce-cìwàce | 'illness'                      |
| 12     | -Cuna | cikì           | cikkunà       | 'belly'                        |
| 13     | -e2   | camfì          | càmfe-càmfe   | 'superstition'                 |
| 14     | -i    | tàurarò        | tàuràri       | 'star'                         |
| 15     | -oCi  | tagà           | tagogi        | 'window'                       |
| 16     | -u    | kujèra         | kùjèru        | 'chair'                        |
| 17     | u-a   | cokàli         | cokulà        | 'spoon'                        |
| 18     | -uka  | layi           | layukà        | 'lane'                         |
| 19     | -una  | rìga           | rigunà        | 'gown'                         |
| 20     | X2    | àkàwu          | àkàwu-àkàwu   | 'clerk'                        |

#### Verbalmorphologie
Hausa besitzt ein gemischtes System aus Aspekten und eigentlichen Tempora. Das Verb selbst wird nur im Imperativ konjugiert, der lediglich für die 2. Person Plural gebildet werden kann. Alle anderen Formen des TAM-Systems (tense, aspect, mood bzw. Tempus, Aspekt, Modus) werden dabei durch eine Kombination aus dem tempus- und personenspezifischen sog. Person-Aspect Complex und dem Verb gebildet. Hierbei bildet der Progressiv eine Ausnahme, da statt des Infinitivs des Verbs das Verbalnomen zur Bildung verwendet wird.
Die folgende Tabelle listet Formen des Verbs tàfi „gehen“ aus den verschiedenen Tempora und Aspekten auf:
| Form          | Analyse                                      | Übersetzung                      |
| ------------- | -------------------------------------------- | -------------------------------- |
| yanàà tàfiyaa | 3. Person Sg. mask. Progressiv               | „er geht (gerade)“               |
| yakàn tàfi    | 3. Person Sg. mask. Habitualis               | „er geht (normalerweise)“        |
| yà tàfi       | 3. Person Sg. mask. Subjunktiv               | „dass er geht“ / „er soll gehen“ |
| zâi tàfi      | 3. Person Sg. mask. Futur                    | „er wird gehen“                  |
| yâa tàfi      | 3. Person Sg. mask. Unbest. Futur / Futur II | „er wird gehen“                  |
| yaa tàfi      | 3. Person Sg. mask. Perfektiv                | „er ging“                        |
| tàfi          | Imperativ                                    | „Geh!“                           |
| tàfiyaa       | Verbalnomen                                  | „das Gehen“, auch Reise          |

Das Tempussystem im Hausa beruht auf einem System von relativen Zeitbezügen.

## Wörter des Grundwortschatzes
| Wortbedeutung | Hausa               | Wortbedeutung | Hausa     |
| ------------- | ------------------- | ------------- | --------- |
| ich           | nii                 | groß          | bàbba     |
| du            | kai (m.), kee (f.)  | klein         | ƙànkanèè  |
| er/sie/es     | shii (m.), ita (f.) | essen         | ci        |
| wir           | muu                 | trinken       | shaa      |
| ihr           | kuu                 | schlafen      | barcii    |
| sie (Plural)  | suu                 | sterben       | mutù      |
| wer?          | wàà                 | gehen         | tàfi, jee |
| was?          | mèè                 | kommen        | zoo       |
| Mensch        | ɗan Adàm            | geben         | baa, baà  |
| Mann          | mùtûm               | nehmen        | ɗaukàà    |
| Frau          | màcè, mààtaa        | sprechen      | fàɗaa     |
| Kopf          | kâi                 | lieben        | soo       |
| Auge          | idòò                | eins          | ɗaya      |
| Ohr           | kûnnee              | zwei          | biyu      |
| Nase          | hancìì              | drei          | ukù       |
| Mund          | bààkii              | vier          | huɗu      |
| Zahn          | haƙoorii            | fünf          | bìyar     |
| Zunge         | harshèè             | sechs         | shidà     |
| Herz          | zuucìyaa            | sieben        | bakwài    |
| Hand          | hannuu              | acht          | takwàs    |
| Fuß           | ƙafàà               | neun          | tarà      |
| Wasser        | ruwaa               | zehn          | goomà     |
| Feuer         | wutaa               | zwanzig       | àshìrin   |
| Sonne         | raanaa              | hundert       | ɗàrii     |
| Mond          | watàà               | tausend       | dubuu     |

### Allgemeine Informationen
- Sprache Hausa. Ethnologue (englisch)
- Hausa Home Page (englisch)
- Hausa Online (englisch)

### Lernhilfen
- sprachen.sprachsignale.de

### Interessante Seiten in Hausa
- Nachrichten der BBC in Hausa
- Nachrichten der Deutschen Welle in Hausa
- Nachrichten der Voice of America in Hausa